# バーデン＝バーデン市電
バーデン＝バーデン市電（ドイツ語: Straßen- und Bergbahn Baden-Baden）は、かつてドイツの都市・バーデン＝バーデンに存在した路面電車。1910年に開通したが、第二次世界大戦後にトロリーバスへ置き換えられ廃止された。

## 概要
ドイツの都市・バーデン＝バーデンは古代から続く長い歴史を有する、温泉で有名な保養都市である。同都市の鉄道の歴史は古く、1845年には既にバーデン＝バーデン（当時の名称は「バーデン＝イン＝バーデン」）へ向かう鉄道が開通していたが、バーデン＝バーデンの最寄り駅は市内中心部から離れた場所にあり、乗合馬車があったものの運賃は高額であり、大半の人々は徒歩での移動を強いられていた。そこで1900年代初頭から路面電車を建設する計画が立ち上がり、1910年に「谷線（Tallinie）」と呼ばれる最初の路線が開通した。
続いて1912年に「山岳線（Berglinie）」と呼ばれる路線がメルクールヴァルド（Merkurwald）方面に開通したが、その後は戦争の影響により延伸計画は中断し、バーデン＝バーデンへ向かう鉄道路線への接続が成されたのは1926年となり、その後1929年に開通した路線をもって、バーデン＝バーデン市電の全区間が開通した。車両については開通時から電動車、付随車共に2軸車が用いられ、延伸と共に増備が順次行われた。
1940年に一部区間が線路状態の悪化により運行を休止する事態はあったものの、第二次世界大戦中の被害は軽微であった。しかし終戦後、バーデン＝バーデンが当時ドイツの統治に参加していたフランス軍の本部に選ばれた事もあり、路面電車は十分なメンテナンスが行われず老朽化が進んだ状態で多数の乗客を運ぶ状況となった。
その後、西ドイツの路面電車となったバーデン＝バーデン市電はこれらの老朽化した施設や車両の更新費用が大きな課題となった。そして議論の末、路面電車をトロリーバス（バーデン＝バーデン・トロリーバス）で置き換える事が決定し、1949年以降順次路面電車は廃止されていった。最後の路線が営業運転を終了したのは1951年2月27日である。ただしこのトロリーバスも1971年に廃止されており、以降同都市の公共交通機関の需要は路線バスが担っている。
バーデン＝バーデン市電廃止後、一部車両については当時の西ドイツ各都市に譲渡され、戦後初期の各地の路面電車の輸送力増強に貢献した。そのうちウルム市電（ウルム）に譲渡された2両については車体更新や付随車化といった改造を経て2022年現在も現存する。